# Борьба в грязи
Борьба в грязи (англ. mud wrestling, «мад-реслинг») — разновидность борьбы, практикуемая главным образом в США, Европе и англоязычных странах, в которой вместо традиционного ковра или мата схватки проводятся в грязи различной консистенции. Практикуется в нескольких разновидностях: спортивной, развлекательной и прикладной. Среди гражданских лиц соревнования по борьбе в грязи проводят в развлекательных целях, вне каких-либо спортивных соревнований, в рамках грязевых фестивалей («мад-фе́стов»), а также в программе соревнований по пляжным видам спорта, пляжных игр и т. п. В вооружённых силах и спецподразделениях практикуют борьбу в грязи в прикладных целях, для приучения военнослужащих к условиям реального боя, наряду с прохождением полосы препятствий и тому подобными учебными и квалификационными мероприятиями, в сочетании с имитацией неблагоприятных погодно-климатических условий.

## История
Борьба на сухом или разрыхлённом влажном грунте практиковалась в Центральной Азии и Индийском субконтиненте с глубокой древности, поскольку исходно борцовские поединки проводились только на открытом грунте, что глубоко сказалось на местных традициях, в связи с чем, проведение борцовских поединков на покрытой площадке не по-мужски в представлении местных народов. Однако целенаправленное проведение соревнований по борьбе в грязи как таковой стало систематическим явлением лишь в XX веке. Американский профессиональный борец Гас Сонненберг и индийский борец Принц Бхупиндер договорились о проведении борцовского матча в индийском стиле. Но из-за того что слишком много воды было вылито на площадку, получился матч в грязи. Это последнее обстоятельство впоследствии сыграло решающую роль. Промоутер Пол Бёш, чтобы привлечь внимание зрительской аудитории в годы Великой депрессии, стал специально проводить матчи по мужскому реслингу в грязи, — это новшество было замечено импресарио Билли Вулфом, который предложил своей жене, профессиональной реслерше Милдред Бёрк, менеджером которой он являлся, попробовать себя в состязаниях по борьбе в грязи. Матчи в грязи с участием Бёрк стали сенсационными, с тех пор женские соревнования по борьбе в грязи стали проводиться повсеместно в США. В 1990-е годы Всемирная федерация реслинга на какое-то время включила борьбу в грязи в перечень проводимых под её руководством соревнований. Кроме борьбы в грязи стали проводиться соревнования по борьбе во множестве разнообразных жидких, текучих, желеобразных и густых субстанций.

## Разновидности

### Спортивные и развлекательные
В зависимости от типа наполнителя соревновательной площадки:
- в лечебной грязи
- в искусственной грязи
- в обыкновенной грязи

В зависимости от типа ограждения соревновательной площадки:
- в бассейне с мягким бортиком
- в надувном бассейне
- на открытой площадке

В зависимости от половой принадлежности борцов:
- среди мужчин
- среди женщин

- в бикини
- без бикини

- между спортсменами противоположного пола (мужчинами и женщинами)

### Прикладные
Проводятся только в натуральной грязи, на открытых площадках и, как правило, в полевой униформе.
Схватки могут усложняться проведением на затопленной площадке, искусственным орошением и другими факторами.

### Национальные
Существуют национальные разновидности борьбы на разрыхлённом сухом и влажном грунте, подобные индийской борьбе кушти на сыром грунте или иранской борьбе чухе на сухом грунте. Матчи кушти проводятся на открытых площадках или в полуподвальных помещениях на открытом грунте, поверхность которого специально взрыхляется при помощи соответствующего инвентаря. 12 января 2003 года Федерация борьбы Индии запретила традиционную борьбу на открытом грунте, постановив все матчи проводить исключительно на матах, чтобы индийские борцы были лучше подготовлены к участию в международных соревнованиях по греко-римской и вольной борьбе.
- чухе
- кушти

## Соревнования

### Формат состязаний
Состязания проводятся в одиночном (1 × 1) и парном разряде (2 × 2), а также в форме батль-руаяль (все × всех):
- мужчины
- женщины
- пары смешанного состава

По времени, отведённому на проведение одиночного матча, состязания бывают:
- лимитированными

- без раундов
- с разбивкой на раунды

- нелимитированными (без временны́х ограничений)

- Борьба в высокой стойке
- Захват соперницы за ногу
- Заблокированная попытка прохода в ноги
- Перевод схватки в партер
- «Бэк-маунт»
- «Сайд-маунт»
- Передний «д’арс»
- Изготовка к «матале́о»
- Двойной захват за ноги
- Взятие пятки соперницы на обратный «ахиллес»

### Международные соревнования
Первый международный чемпионат по борьбе в грязи среди профессионалов проводился 4 апреля 1981 года в Лас-Вегасе, на арене гостиничного комплекса «Империал-Пэлэс». Чемпионат был санкционирован Спортивной комиссией штата Невада. Соревнования проводились среди женщин, в абсолютной весовой категории, в формате спортивных единоборств (с секундантами, рефери, боковыми судьями, таймкипером матча, ринг-анонсером и исполнением национального гимна страны проведения).  Председателем организационного комитета и главой наградного комитета являлся Кевин Броуди. В чемпионате участвовало восемь спортсменок в три круга (четвертьфинал, полуфинал, финал). Проводились трёхраундовые поединки, раунды продолжительностью одну минуту, по принципу «любые захваты дозволены» (no-holds-barred). Схватки велись только в партере, с исходной позиции на коленях, победительницы определялись по сумме зафиксированных туше. Победительницей чемпионата и первой чемпионкой мира стала гавайская спортсменка из Гонолулу Лани Зальтцман (Lani Saltzman). Следующий чемпионат проводился в лёгкой весовой категории.

## Регулирующие органы
Существуют следующие международные регулирующие органы:
- Международная федерация борьбы в грязи (International Mud Wrestling Federation)
- Женская ассоциация профессиональной борьбы в грязи (Women's Professional Mud Wrestling Association)
- Лига обнажённой борьбы в грязи (Naked Mud Wrestling League, NMWL)

В различных странах существуют следующие национальные организации:
- Американская ассоциация борьбы в грязи (American Mud Wrestling Association)

- в штатах США действуют локальные женские ассоциации борьбы в грязи (Female Mud Wrestlers Association)

- Английская ассоциация борьбы в грязи (English Mud Wrestling Association)
- Индийская общенациональная ассоциация борьбы в грязи (All-India Mud Wrestling Federation)
- Канадская ассоциация борьбы в грязи (Canadian Mud Wrestling Association, CMWA)